# Adrien de Pauger
Adrien de Pauger est l’ingénieur-architecte qui dessina les plans du Vieux Carré à La Nouvelle-Orléans en Louisiane où il est décédé le 21 juin 1726.

## Présentation
Né vers 1685 ou 1682, Adrien de Pauger est le fils d'un avocat de Dieppe en Normandie. Il est d'abord destiné à la carrière militaire mais il sera ingénieur alors que son frère deviendra un peintre local.
La Compagnie des Indes qui l'emploie l'envoie en Louisiane à la tête d'un contingent d'ouvriers du bâtiment.
C'est Jean-Baptiste Le Moyne de Bienville, fondateur de La Nouvelle-Orléans qui charge Adrien de Pauger de dessiner les plans de la ville, notamment de ce qui sera connu sous le nom de  « Vieux Carré » avec ses rues à angle droit.

« Charlevoix s'y était arrêté en 1722, pour y constater 200 personnes « campées » au bord du Mississipi et un « plan fort beau & fort régulier » que lui montrait Pauger; et il réfléchissait : « Il ne sera pas aussi aisé d'exécuter (ce plan) qu'il l'a été de le tracer sur le papier. ». Cinq ou six ans plus tard, des rues larges et bordées de maisons de brique s'alignent non plus sur le papier, mais sous les pas. »

C'est lui qui a nommé les rues dont les noms existent encore de nos jours : Royale, d'Iberville, de Chartres, Bourbon, d'Orléans, Saint-Louis, etc.
La rue de La Nouvelle-Orléans qui prolonge la rue Bourbon a reçu son nom.